# Soldier of Fortune (альбом)
Soldier of Fortune (рус. «Солдат фортуны (удачи)») — восьмой студийный альбом японской хэви-метал группы Loudness. Выпущен в сентябре 1989 года на лейбле Atco Records. Первый из двух альбомов группы с участием американского вокалиста Майка Вескеры, сменившего Минору Ниихара.

## Об альбоме
На смену постоянного вокалиста Минору Ниихары, был взят Майкл Вескера, ранее участником группы Obsession, позже - с группой Ингви Мальмстина. По признанию самого Минору, его фактически выгнали из группы.
В качестве сессионного клавишника был приглашен Клод Шнелл (Dio, Doro, Impellitteri).
Энди Хиндс (Andy Hinds) из Allmusic, в своей рецензии дал альбому 4 звезды из 5, назвав Soldier of Fortune "гораздо более мощным и целенаправленным, чем его предшественник ".

## Список композиций
Тексты всех песен написаны участниками Loudness. Музыку всех песен написал Акира Такасаки.
| №                   | Название                 | Длительность |
| ------------------- | ------------------------ | ------------ |
| 1.                  | «Soldier of Fortune»     | 3:55         |
| 2.                  | «You Shook Me»           | 4:42         |
| 3.                  | «Danger of Love»         | 5:02         |
| 4.                  | «25 Days from Home»      | 4:22         |
| 5.                  | «Red Light Shooter»      | 4:50         |
| 6.                  | «Running for Cover»      | 4:21         |
| 7.                  | «Lost Without Your Love» | 4:56         |
| 8.                  | «Faces in the Fire»      | 4:08         |
| 9.                  | «Long After Midnight»    | 4:38         |
| 10.                 | «Demon Disease»          | 4:34         |
| Общая длительность: | Общая длительность:      | 43:46        |

## Участники записи
- Майкл Вескера — вокал[1];
- Акира Такасаки — гитара[1];
- Масаёси Ямасита — бас-гитара;
- Мунетака Хигучи — ударные. R.I.P. 30/11/2008
- Клод Шнелл — клавишные.
- Билл Фреш — звукоинженер;
- Джо Барреси — ассистент звукоинженера;
- Макс Норман — миксинг;
- Уильям Хеймес — фотограф.

## Переиздания
Альбом несколько раз переиздавался: в 2001-м, 2005-м и в 2009-м годах.